# نیو کالج، آکسفورد
نیو کالج، آکسفورد (به انگلیسی: New College, Oxford) نیو کالج یکی از کالج‌های تشکیل‌دهنده دانشگاه آکسفورد در انگلستان است. نیو کالج در سال ۱۳۷۹ میلادی توسط ویلیام وایکهام تأسیس شد. و یکی از قدیمی ترین کالج‌های این دانشگاه است و اولین کالجی بود که در مقطع کارشناسی دانشجو پذیرفت.